# Xã Hebron, Quận Williams, Bắc Dakota
Xã Hebron (tiếng Anh: Hebron Township) là một xã thuộc quận Williams, tiểu bang Bắc Dakota, Hoa Kỳ. Năm 2010, dân số của xã này là 34 người.